# José Huenante
José Gerardo Huenante Huenante (Puerto Montt, 1 de noviembre de 1988-desaparecido: 3 de septiembre de 2005) fue un joven de origen mapuche que desapareció tras ser detenido por un radiopatrullas de Carabineros de Chile. De acuerdo a un informe de la Universidad Diego Portales, su caso corresponde a la primera desaparición forzosa desde la transición a la democracia. Sin embargo, el Gobierno de Chile ha desestimado esta calificación del caso. La Fiscalía Militar cerró la causa de secuestro por falta de antecedentes y a septiembre de 2017 tenía abierta solo una investigación por falsificación de instrumento público; paralelamente, el Ministerio Público está llevando el caso a raíz de las querellas presentadas por la familia y el Instituto Nacional de Derechos Humanos.

## Incidente, desaparición e investigación
Los hechos ocurrieron la madrugada del 3 de septiembre de 2005 cuando, según testigos, Huenante, que estaba en la avenida Vicuña Mackenna del sector Mirasol de Puerto Montt, fue subido al radiopatrullas N°1375, un Nissan V16 con los colores institucionales de Carabineros perteneciente a la 5.ª Comisaría de esa ciudad. Desde entonces se desconoce el paradero del adolescente desaparecido a los 16 años de edad, que tenía solo de educación los estudios de primero a quinto básico (Educación Primaria) en Escuela Los Ulmos, localidad de Los Muermos, a 45 kilómetros de Puerto Montt. Vivía con una tía y antes de ser detenido, había trabajado siete meses envolviendo erizos en envases plásticos de 100 gramos en la empresa puertomontina Roxana.
Sergio Coronado, fiscal del Ministerio Público de Puerto Montt, logró, gracias a la declaración de los dos testigos del caso, que el Juzgado de Garantía dictara orden de detención contra los tres carabineros que iban en el radiopatrullas: el sargento 2º Juan Ricardo Altamirano Figueroa, el cabo 1º Patricio Alejandro Mena Hernández, y el cabo 2º César Antonio Vidal Cárdenas como responsables del secuestro y desaparición del menor. Sin embargo, y a pesar de que el abogado Luis Correa Bluas el 25 de marzo de 2009 interpuso una querella criminal contra de todos quienes resulten responsables, los principales sospechosos no fueron encarcelados y, aunque inicialmente se les dio de baja, fueron reintegrados en diciembre de 2010.
El hecho ha sido investigado por la Brigada de Derechos Humanos de la PDI. Algunas de las pruebas que ha considerado la Fiscalía son las siguientes: versiones contradictorias y 16 declaraciones que no calzan, adulteración del libro de detenidos —esa noche marcaron dos detenidos pero luego enmendaron el número y escribieron uno—; además, no cuadra la justificación de kilometrajes recorridos esa noche por el radiopatrullas 1375.